# 达维德·佩尔蒂埃
达维德·佩尔蒂埃（法語：David Pelletier，1974年11月22日—），加拿大男子花样滑冰运动员。他曾代表加拿大参加2002年冬季奥林匹克运动会花样滑冰比赛，搭档雅米·萨莱获得双人滑金牌。